# Johnson County, Georgia
Johnson County är ett administrativt område i delstaten Georgia, USA, med 9 980 invånare (2010). Den administrativa huvudorten (county seat) är Wrightsville. Countyt har fått sitt namn efter politikern Herschel Vespasian Johnson. 

## Geografi
Enligt United States Census Bureau har countyt en total area på 794 km². 788 km² av den arean är land och 6 km² är vatten.

### Angränsande countyn
- Washington County, Georgia - nord
- Jefferson County, Georgia - nordost
- Emanuel County, Georgia - öst
- Treutlen County, Georgia - syd
- Laurens County, Georgia - sydväst
- Wilkinson County, Georgia - väst